# Availles-sur-Seiche
Availles-sur-Seiche település Franciaországban, Ille-et-Vilaine megyében. Lakosainak száma 647 fő (2022. január 1.). Availles-sur-Seiche La Selle-Guerchaise, Gennes-sur-Seiche, La Guerche-de-Bretagne, Moutiers, Rannée és Cuillé községekkel határos.

## Népesség
A település népességének változása:
| Lakosok száma | 475  | 433  | 425  | 647  | 689  | 686  | 684  | 674  | 671  | 647  |
|               | 1968 | 1982 | 1990 | 2006 | 2013 | 2015 | 2017 | 2019 | 2020 | 2022 |